# Marcelo Mattos
Marcelo Mattos (Indiaporã, 10 februari 1984) is een Braziliaans voetballer.